# Монтана (футбольний клуб)
ФК «Монтана» (болг. Футболен Клуб Монтана 1921) — болгарський футбольний клуб з однойменного міста, заснований у 1921 році. Виступає у Другій лізі. До сезону 2016–2017 років чемпіонату Болгарії виступав у Першій лізі. Домашні матчі приймає на стадіоні «Огоста», потужністю 8 000 глядачів.